# Black Entertainment Television
Black Entertainment Television (BET) is een Amerikaanse kabeltelevisiezender. Het werd gelanceerd in 1980. Het netwerk is vooral gericht op Afro-Amerikanen. Het programma bestaat voor een groot deel uit hiphop- en R&B-muziekvideo's, maar ook uit films, shows en series. Bekend zijn de BET Awards, die sinds 2001 jaarlijks worden uitgereikt aan sterren uit de muziek-, film-, entertainment- en sportwereld.

## Geschiedenis
BET werd op 25 januari 1980 opgericht door Robert L. Johnson. Het begon als een wekelijkse uitzending van twee uur op Madison Square Garden Sports Network. Op 1 juli 1983 werd BET een volwaardige televisiezender. In 2001 werd BET Networks overgenomen door Viacom (nu Paramount Global). In 2005 werd Debra L. Lee de voorzitter van BET.
- Library of Congress Control Number: no97062384
- Virtual International Authority File: 129314987